# 平額狹翅尖胸沫蟬
平額狹翅尖胸沫蟬（学名：Aphrophora nomurella）为尖胸沫蟬科尖胸沫蟬屬下的一个种。